# 方正積分
数学における方正積分（ほうせいせきぶん、英: regulated integral; 統制積分）は方正函数（あるいは統制函数: 階段函数の一様極限として得られる函数）の積分法である。リーマン積分ではなく方正積分を用いることはブルバキ（ジャン・デュドネ）によって提唱されていた。

## 定義
以下、実数直線 R の有界閉区間 [a, b] を固定する。

### 階段函数の積分
実数値函数 φ: [a, b] → R が階段函数であるとは、区間 [a, b] の適当な有限分割
{\displaystyle \Pi =\{a=t_{0}<t_{1}<\cdots <t_{k}=b\}}
が存在して、Π の各開区間 (ti, ti+1) 上で φ が定数となることであった。この各区間上での値を ci ∈ R と書くとき、階段函数 φ の積分は
{\displaystyle \int _{a}^{b}\varphi (t)\,{\mathit {dt}}:=\sum _{i=0}^{k-1}c_{i}|t_{i+1}-t_{i}|}
として定義される。この定義が分割の取り方に依らないこと、すなわち Π1 が [a, b] の別の分割であって Π1 の各開区間上 φ が定数となるならば、φ の積分の値は Π1 に対するものと Π に対するものとで同じになることが証明できる。

### 方正函数への拡張
函数 f: [a, b] → R が方正函数であるとは、それが [a, b] 上の階段函数列の一様極限となることである。これは以下のような（同値な）言い換えができる:
- 階段函数列 (φn)n∈N が存在して ‖ φn − f ‖∞ → 0 (n → ∞) とできる。
- 各 ε > 0 に対して階段函数 φε が存在して ‖ φε − f  ‖∞ < ε とできる。
- f は階段函数全体の成す空間の閉包に属する。ただし、閉包は [a, b] → R なる有界函数全体の成す空間の中で、一様ノルム ‖ - ‖∞ に関して取る。
- 任意の t ∈ [a, b) に対して右側極限 {\displaystyle f(t+)=\lim _{s\downarrow t}f(s)} が存在し、かつ任意の t ∈ (a, b] に対して左側極限 {\displaystyle f(t-)=\lim _{s\uparrow t}f(s)} が存在する。

方正函数 f の積分を、f を一様極限に持つ任意の階段函数列 (φn)n∈N により、
{\displaystyle \int _{a}^{b}f(t)\,{\mathit {dt}}:=\lim _{n\to \infty }\int _{a}^{b}\varphi _{n}(t)\,{\mathit {dt}}}
として定める。
ここで、極限が存在することおよびその極限が近似列の取り方に依らないことは確認すべき事項であるが、それは初等的な函数解析学における連続線型拡張定理
「ノルム空間 E の稠密部分線型空間 E0 上定義され、バナッハ空間 F に値をとる有界線型作用素 T0 は、自身と同じ（有限な値の）作用素ノルムを持つ有界線型作用素 T: E → F に一意的に延長できる」
から直ちに得られる。

## 方正積分の性質
- この積分は線型作用素である。即ち、任意の方正函数 f, g および定数 α, β に対して
{\displaystyle \int _{a}^{b}\alpha f(t)+\beta g(t)\,{\mathit {dt}}=\alpha \int _{a}^{b}f(t)\,{\mathit {dt}}+\beta \int _{a}^{b}g(t)\,{\mathit {dt}}.}
- この積分は有界作用素である。即ち、任意の有界な方正函数 f について、m ≤ f(t) ≤ M (∀t ∈ [a, b]) とすれば
{\displaystyle m|b-a|\leq \int _{a}^{b}f(t)\,{\mathit {dt}}\leq M|b-a|.}
  - 特に
{\displaystyle \left|\int _{a}^{b}f(t)\,{\mathit {dt}}\right|\leq \int _{a}^{b}|f(t)|\,{\mathit {dt}}.}
- 階段函数は可積分であり、かつその可積分性とリーマン積分値が一様極限と両立することから、方正積分はリーマン積分の特別の場合である。

## 実数直線全体で定義された函数への拡張
上記の階段函数、方正函数および方正積分は実数直線全体で定義された函数に対しても拡張することが可能だが、幾らかの技術的な点に注意を払う必要がある:
- 階段函数がその上で定数となるような開区間族への分割は、可算族となってもよいが、離散族（つまり、極限点を持たない）でなければならない。
- 一様収斂との仮定はコンパクト集合（この場合、有界閉区間）上一様収斂（広義一様収斂）へ緩めなければならない。
- 必ずしもすべての有界函数が可積分となるわけではない（例えば常に 1 をとる定数函数は可積分でない）。この場合、局所可積分性の概念を考えるほうが自然。

## ベクトル値函数への拡張
適当な修正のもと、ノルム空間 X に値をとる函数の場合にも上記の定義は通用する。